# Dan Williams
Pour les articles homonymes, voir Daniel Williams et Williams.
 (décembre 2022).
Si vous disposez d'ouvrages ou d'articles de référence ou si vous connaissez des sites web de qualité traitant du thème abordé ici, merci de compléter l'article en donnant les références utiles à sa vérifiabilité et en les liant à la section « Notes et références ».
(en) Statistiques sur pro-football-reference
Daniel Ellis Williams (né le 1er juin 1987 à Memphis) est un joueur américain de football américain. 

## Enfance
Williams joue à la Memphis East High School où il fait 132 tacles lors de sa dernière saison ainsi que cinq sacks, quatre fumbles provoqués et deux récupérés.

## Carrière

### Universitaire
En 2005, Williams entre à l'université du Tennessee et infiltre les rangs des Volunteers en football américain. En 2009, il fait soixante-deux tacles et deux sacks, ce qui lui permet d'être sélectionné dans la seconde équipe de la conférence SEC de la saison. En cinq saisons avec les Volunteers, il fait 153 tacles et six sacks.

### Professionnelle
Dan Williams est sélectionné au premier tour du draft de la NFL de 2010, au vingt-sixième choix par les Cardinals de l'Arizona. Lors de sa première saison en NFL (rookie), il entre au cours de quinze matchs et dévie deux passes et tacle à vingt-sept reprises.

### Vie privée
Dan Williams a battu le record de Weight throw (en) lors des Highland games de 2014 en Écosse en inscrivant un lancer de poids à une hauteur de 6.17 mètres.